# María de los Llanos Lozano
María de los Llanos Lozano Guevara (Madrid, 1926 - Jesús (Ibiza), 20 de agosto de 2015) fue una filósofa, escritora y profesora ibicenca. Ejerció como profesora en el Instituto de Enseñanza Secundaria Santa María de Ibiza durante 25 años. Escribió algunos libros de filosofía y poesía y también artículos en el Diario de Ibiza. El 2008 obtuvo el premio Ramon Llull.
Murió a los 89 años en el hogar de la tercera edad de Jesús, lugar donde residía desde hacía 10 años.

## Obras
- Lutos y sombras